# Pimelea pygmaea
Pimelea pygmaea är en tibastväxtart som beskrevs av Ferdinand von Mueller. Pimelea pygmaea ingår i släktet Pimelea och familjen tibastväxter. Inga underarter finns listade i Catalogue of Life.